# Micromitrium lacustre
Micromitrium lacustre är en bladmossart som beskrevs av Marshall Robert Crosby 1968. Micromitrium lacustre ingår i släktet Micromitrium och familjen Ephemeraceae. Inga underarter finns listade i Catalogue of Life.